# 安哈镇
安哈镇，是中华人民共和国四川省凉山彝族自治州西昌市下辖的一个乡镇级行政单位。2019年12月，撤销西溪乡，将原西溪乡和原洛古波乡洛古波村、打祖俄普村、署波西村、柑子尔村所属行政区域划归安哈镇管辖。

## 主要资源
旅游资源：
安哈镇辖区因受地貌及气候的影响，气候呈垂直分布壮态，有“一山有四季，十里不同天”之说；植被种类丰富，从山谷到山顶植被呈立体分布，从而具有优美的自然景观，2001年5月螺髻山被列为国家自然保护风景区。螺髻山自然风景点主要集中在我镇辖区内，具体有闻名世界的古冰川遗址、五彩湖、金厂坝、黑龙潭、仙人洞等到自然景观，螺髻山有国家原始森林自然保护区，具有丰富的珍稀动植物及花卉。1997年起，实施了螺髻山亚高山草地（31.3万亩）自然保护区建设，通过对环境保护，大力发展种草养畜和旅游业，以达到增收的目的。
水利资源：
该镇由于地处二半山及高山地带，海拔1700米——4182米，因而山溪河流较多，水能资源十分丰富，共有水域面积389.9亩，除已建成5座电站，装机1600千瓦，在境内还有装机容量近800千瓦的水利资源有待开发，另外地下水资源丰富，可建冷水鱼养殖基地。
矿产资源：
该镇地处山区，矿产资源丰富，在辖区内经探明的有锌、铅、铜、白云石和磷矿等。其中白云石矿床储量4600余万吨，并且品质高，经采样分析为优质白云岩。

## 行政区划
安哈镇下辖以下地区：
铅矿村、长板桥村、摆摆顶村和大箐村。